# Lucinda Fredericks
Pour les articles homonymes, voir Fredericks (homonymie).
Lucinda Fredericks est une cavalière australienne de concours complet née le 28 septembre 1965. En 2008, aux Jeux olympiques de Pékin, elle remporte la médaille d'argent par équipe. Elle est mariée à Clayton Fredericks, également cavalier de complet.